# Kikuo Wada
Kikuo Wada (jap. 和田喜久夫 Wada Kikuo; ur. 1 marca 1951 w prefekturze Niigata, zm. 8 maja 2025 w Nagaoce) – japoński zapaśnik walczący w stylu wolnym. Srebrny medalista olimpijski z Monachium 1972, w kategorii 68 kg.
Piąty na mistrzostwach świata w 1971. Mistrz igrzysk azjatyckich w 1970. Trzeci w Pucharze Świata w 1973. Mistrz świata juniorów w 1969 roku.